# 朝の新聞
『朝の新聞』（あさのしんぶん、ドイツ語: Morgenblätter）作品279は、ヨハン・シュトラウス2世が作曲したウィンナ・ワルツ。『朝刊』と訳されることもある。

## 楽曲解説
作曲の動機は、1864年にオッフェンバックが自作のオペレッタ『ラインの妖精』を指揮するためにウィーンに訪れており、オッフェンバックは日頃から世話になっている新聞への感謝をこめて、ウィーンのジャーナリスト協会の「コンコルディア」が主催する舞踏会に、『夕刊』というワルツを作曲して提供した。そこで話題作りの好きなジャーナリストたちは、同じ舞踏会のために例年どおりシュトラウス2世にもワルツの提供を依頼するとともに、タイトルを『朝の新聞（朝刊）』としたいと提案してきたという。これにシュトラウス2世は「あまりにも挑戦的すぎる」と同意をためらったと伝えられている。
初演は同年の1月12日に、ゾフィエンザールの「コンコルディア舞踏会」で当日の夜に行われ、演奏はシュトラウス2世の率いるオーケストラでシュトラウス2世が指揮を担当したが、結果は遠来の客に対する礼儀ということもあったためか、『夕刊』の方がアンコールが多く、オッフェンバックが勝利を収めたが、やがてシュトラウス2世の『朝の新聞』は彼の代表作となったのに対して、オッフェンバックの『夕刊』はほとんど演奏されなくなってしまった、と言われることが多い。
しかし実際のところ、オッフェンバックはウィーンにはいたが舞踏会に出席しておらず、ウィーン宮廷歌劇場で『ラインの妖精』のリハーサルを行っていた。このため、遠来の客に対する礼儀としてオッフェンバックに軍配が上がった、とする話は眉唾物である。また、シュトラウス2世の『朝の新聞』がオッフェンバックのものほど受けなかったというのも根拠がない。初日の新聞評を見るかぎり、肯定も否定もできないうえ、『ウィーナー・ツァイトゥング』紙が、1864年3月1日付の記事でこう回顧しているからである。
| 「 | オッフェンバック氏の『夕刊』は、シュトラウスの曲と一緒に聴衆に披露されたが、初日でさえ、萎れていた。誰も聴いていなかった。 | 」 |

ちなみにワルツ『夕刊』はピアノ曲に編曲したものをイタリア人のピアニスト、マルコ・ソッリーニが演奏したCPOレーベルより2006年度にリリースされたオッフェンバックのピアノ作品集第2集のCDの冒頭1曲目で聴くことができる。

## 構成
序奏、5つの小ワルツ、後奏からなる。
序奏

## ニューイヤーコンサート
ウィーンフィル・ニューイヤーコンサートへの登場は以下の通りである。
- 1939年 - クレメンス・クラウス指揮
- 1959年 - クレメンス・クラウス指揮
- 1967年 - ヴィリー・ボスコフスキー指揮
- 1980年 - ロリン・マゼール指揮
- 1995年 - ズービン・メータ指揮
- 2001年 - ニコラウス・アーノンクール指揮
- 2010年 - ジョルジュ・プレートル指揮